# Пулли (знак)

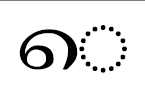

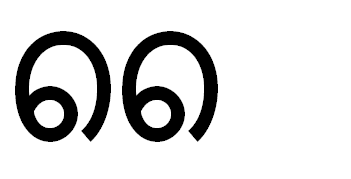
Двойной пулли

Пулли ( പുള്ളി ) — внутристрочный предписной диакритический знак - огласовка ( сварачихнам ) в письменности малаялам, обозначает звук «Э» ( буква экарам ). Двойной пулли ( ൈ ) обозначает огласовку «Ай» (буква Айкарам).